# Поп-федерация
«Поп-федерация» — подпольная коммерческая концертная организация, существовавшая в Ленинграде в 1971 году и просуществовала 10 месяцев. Предтеча Ленинградского рок-клуба.

## История
Поп-федерация была основана в 1971 году известным битломаном Колей Васиным и Сергеем Артемьевым, и стала первой в СССР организацией самодеятельных рок-групп.
Сергей Артемьев организовывал концерты под видом съёмок фильма о бунтующей западной молодёжи и использовал бланки Ленфильма. Все деньги, вырученные за концерты, он оставлял себе, якобы на нужды организации. «Поп-федерация» провела ряд крупных ночных концертов (в основном, в закрытых на ночь ресторанах, ДК, и даже школах).
В том же году «Поп-федерацию» разогнали, а Артемьева судили за подделку государственных бумаг и «нетрудовые доходы».